# Paria quadriguttata
Paria quadriguttata är en skalbaggsart som beskrevs av J. L. Leconte 1858. Paria quadriguttata ingår i släktet Paria och familjen bladbaggar. Inga underarter finns listade i Catalogue of Life.